# Схилде
Схилде (на нидерландски: Schilde) е селище в Северна Белгия, провинция Антверпен. Намира се на 10 km източно от центъра на Антверпен. Населението му е около 19 600 души (2006).